# 5-geranilossi-7-metossicumarina
La 5-geranilossi-7-metossicumarina è una sostanza organica naturale appartenente alla famiglia delle cumarine, presente in particolare nella buccia di agrumi quali il limone, il lime e il bergamotto.